# Angel Milk
Angel Milk è il secondo album del gruppo musicale di musica elettronica francese Télépopmusik, pubblicato dall'etichetta discografica Capitol il 21 febbraio 2005.
Alla realizzazione dell'album hanno partecipato Deborah Anderson, Angela McCluskey del gruppo Wild Colonials e il rapper Mau; questi ultimi avevano già collaborato con il complesso per la realizzazione del precedente disco, Genetic World, del 2001.
L'album ha raggiunto la settantanovesima posizione della classifica francese degli album.

## Tracce
CD (Capitol 724356347625 (EMI) [eu] / EAN 0724356347625)
1. Don't Look Back – 3:50 (Fabrice Dumont, Stephan Haeri, Angela McCluskey) – (feat. Angela McCluskey)
2. Stop Running Away – 2:41 (Fabrice Dumont, Stephan Haeri, Deborah Anderson) – (feat. Deborah Anderson)
3. Anyway – 2:34 (Fabrice Dumont, Stephan Haeri, Giffts) – (feat. Mau)
4. Into Everything – 4:25 (Fabrice Dumont, Stephan Haeri, Deborah Anderson) – (feat. Deborah Anderson)
5. Love's Almighty – 4:28 (Fabrice Dumont, Stephan Haeri, Angela McCluskey) – (feat. Angela McCluskey)
6. Last Train to Wherever – 5:02 (Fabrice Dumont, Stephan Haeri, Giffts) – (feat. Mau)
7. Brighton Beach – 4:23 (Fabrice Dumont, Stephan Haeri, Angela McCluskey) – (feat. Angela McCluskey)
8. Close – 3:18 (Fabrice Dumont, Stephan Haeri, Deborah Anderson) – (feat. Deborah Anderson)
9. Swamp – 2:05 (Fabrice Dumont, Stephan Haeri)
10. Nothing's Burning – 3:52 (Fabrice Dumont, Stephan Haeri, Angela McCluskey) – (feat. Angela McCluskey)
11. Ambushed – 1:34 (Fabrice Dumont, Stephan Haeri)
12. Hollywood on My Toothpaste – 5:28 (Fabrice Dumont, Stephan Haeri, Giffts) – (feat. Mau)
13. Tuesday – 1:26 (Fabrice Dumont, Stephan Haeri) – (feat. Mau)
14. Another Day – 5:35 (Fabrice Dumont, Stephan Haeri)
15. 15 Minutes – 15:38 (Fabrice Dumont, Stephan Haeri, Giftts) – (feat. Mau)

Durata totale: 66:19

## Classifiche
| Paese   | Posizione raggiunta |
| ------- | ------------------- |
| Francia | 79                  |